# Kabinett Noda (2. Umbildung)
Das zum zweiten Mal umgebildete Kabinett Noda (japanisch 野田第2次改造内閣 Noda dainiji kaizō naikaku) regierte Japan unter Führung von Premierminister Yoshihiko Noda von einer Kabinettsumbildung am 4. Juni 2012 bis zu einer erneuten Kabinettsumbildung am 1. Oktober 2012.
Nach gescheiterten Verhandlungen über die geplante Mehrwertsteuererhöhung mit Ichirō Ozawa, der erhebliche Teile der Demokratischen Partei kontrollierte, hatte Noda im Juni in Vorverhandlungen mit der oppositionellen Liberaldemokratischen Partei einer Kabinettsumbildung zugestimmt. Insbesondere wechselte er Verteidigungsminister Naoki Tanaka und Verkehrsminister Takeshi Maeda aus, gegen die die Oppositionsmehrheit im Sangiin im April nicht bindende Misstrauensanträge (monseki ketsugi) verabschiedet hatte.
Die Regierungskoalition bestand weiterhin aus Demokratischer Partei (DPJ) und Neuer Volkspartei (NVP); ohne formale Einbindung in die Koalition kooperierte im Parlament die „Daichi – Wahre Demokratische Partei“.
Nach seiner Wiederwahl zum Parteivorsitzenden führte Noda am 1. Oktober 2012 erneut eine Kabinettsumbildung durch.

## Staatsminister
| Amt | Name                                          | Bild                | Kammer  | Fraktion | Faktion(en)                |
| --- | --------------------------------------------- | ------------------- | ------- | -------- | -------------------------- |
| Premierminister | Yoshihiko Noda                                | Yoshihiko Noda      | Shūgiin | DPJ      | (Noda)                     |
| Erster designierter Minister nach Artikel 9 des Kabinettsgesetzes (Vizepremierminister) Staatsminister für „Erneuerung der Verwaltung“ (gyōsei sasshin) zuständig für integrierte Reform von Sozialversicherungen und Steuern, Verwaltungsreform                                     | Katsuya Okada                                 | Katsuya Okada       | Shūgiin | DPJ      | —                          |
| Staatsminister, die ein Ministerium leiten |                                               |                     |         |          |                            |
| Minister für Innere Angelegenheiten und Kommunikation Staatsminister für Angelegenheiten von Okinawa und der Nördlichen Territorien Staatsminister zur „Förderung der Souveränität der Regionen“ (chiiki shuken suishin) zuständig für die „Belebung der Regionen“ (chiiki kasseika) | Tatsuo Kawabata                               | Tatsuo Kawabata     | Shūgiin | DPJ      | Kawabata                   |
| Justizminister | Makoto Taki                                   | Makoto Taki         | Shūgiin | DPJ      | —                          |
| Außenminister | Kōichirō Gemba                                | Kōichirō Gemba      | Shūgiin | DPJ      | Gemba                      |
| Finanzminister | Jun Azumi                                     | Jun Azumi           | Shūgiin | DPJ      | Maehara                    |
| Minister für Bildung, Kultur, Sport, Wissenschaft und Technologie | Hirofumi Hirano                               | Hirofumi Hirano     | Shūgiin | DPJ      | Hirano                     |
| Ministerin für Gesundheit, Arbeit und Soziales Staatsministerin für Bekämpfung des Geburtenrückgangs (shōshika taisaku) | Yōko Komiyama                                 | Yōko Komiyama       | Shūgiin | DPJ      | Maehara                    |
| Minister für Landwirtschaft, Forsten und Fischerei | Akira Gunji                                   | Akira Gunji         | Sangiin | DPJ      | Yokomichi                  |
| Minister für Wirtschaft, Handel und Industrie Staatsminister für die „Organisation zur Unterstützung von Entschädigungen für Atomkraftschäden“ (genshiryoku songai baishō shien kikō) zuständig für wirtschaftliche Schäden durch die Atomkraft                                      | Yukio Edano                                   | Yukio Edano         | Shūgiin | DPJ      | Maehara                    |
| Minister für Land, Infrastruktur und Transport zuständig für maritime Angelegenheiten | Yūichirō Hata                                 | Yūichirō Hata       | Sangiin | DPJ      | Hata                       |
| Umweltminister Staatsminister für „Atomkraftverwaltung“ (genshiryoku gyōsei) zuständig für die „Normalisierung und Rückfallprävention der Atomkraftunfälle“ (gempatsu jiko no shūsoku oyobi saihatsu bōshi)                                                                          | Gōshi Hosono                                  | Gōshi Hosono        | Shūgiin | DPJ      | Maehara                    |
| Verteidigungsminister | Satoshi Morimoto                              | Satoshi Morimoto    | —       | —        | —                          |
| Chefkabinettssekretär |                                               |                     |         |          |                            |
| Chefkabinettssekretär | Osamu Fujimura                                | Osamu Fujimura      | Shūgiin | DPJ      | Noda                       |
| Staatsminister ohne Ministerium |                                               |                     |         |          |                            |
| Wiederaufbauminister pauschal zuständig für das Große Japanische Erdbeben (Higashi-Nihon daishinsai sōkatsu tantō) | Tatsuo Hirano                                 | Tatsuo Hirano       | Sangiin | DPJ      | Ozawa/ Gemba               |
| Vorsitzender der Nationalen Kommission für Öffentliche Sicherheit Staatsminister für Verbraucher und Lebensmittelsicherheit zuständig für die Entführungsfrage | Jin Matsubara                                 | Jin Matsubara       | Shūgiin | DPJ      | Hirano/ Hatoyama/ Kawabata |
| Staatsminister für den Finanzsektor zuständig für die Postprivatisierung | Tadahiro Matsushita (bis 10. September 2012 ) | Tadahiro Matsushita | Shūgiin | NVP      | —                          |
| Staatsminister für den Finanzsektor zuständig für die Postprivatisierung | Jun Azumi (kommissarisch)                     | Jun Azumi           | Shūgiin | DPJ      | Maehara                    |
| Staatsminister für Wirtschafts- und Finanzpolitik, Wissenschafts- & Technologiepolitik zuständig für „Nationale Strategie“ (kokka senryaku), Weltraumentwicklung | Motohisa Furukawa                             | Motohisa Furukawa   | Shūgiin | DPJ      | Maehara                    |
| Staatsminister für Katastrophenschutz, „neues Gemeinwesen“ (atarashii kōkyō), Geschlechtergleichstellung zuständig für die Reform des öffentlichen Dienstes | Masaharu Nakagawa                             | Masaharu Nakagawa   | Shūgiin | DPJ      | Hata                       |

1. ↑  Wiederaufbauminister Hirano wechselte während seiner Amtszeit von der Ozawa- in die Gemba-Gruppe.
2. ↑  Staatsminister Matsushita starb am 10. September 2012.

Die Staatsminister ohne Ministerium sind naikaku-fu tokumei tantō daijin („Minister beim Kabinettsbüro für besondere Aufgaben“). Zusätzliche besondere Verantwortungsbereiche (beim Kabinettssekretariat oder anderen Ministerien und Behörden) kursiv. Die Faktionszugehörigkeiten sind unvollständig.
Als Vertreter des Premierministers nach Artikel 9 des Kabinettsgesetzes wurden designiert:
1. Katsuya Okada,
2. Osamu Fujimura,
3. Tatsuo Kawabata,
4. Kōichirō Gemba,
5. Yukio Edano.

## Staatssekretäre
Die stellvertretenden Leiter des Kabinettssekretariats, Berater des Premierministers und Staatssekretäre wurden am gleichen Tag wie die Minister berufen, die meisten wurden vom Vorgängerkabinett übernommen.
| Amt | Name                                 | Kammer                               | Fraktion                             | Faktion(en)                          |
| Kabinettssekretariat, Legislativbüro                                                                            | Kabinettssekretariat, Legislativbüro | Kabinettssekretariat, Legislativbüro | Kabinettssekretariat, Legislativbüro | Kabinettssekretariat, Legislativbüro |
| --- | ------------------------------------ | ------------------------------------ | ------------------------------------ | ------------------------------------ |
| Stellvertretende Leiter des Kabinettssekretariats                                                               | Tsuyoshi Saitō                       | Shūgiin                              | DPJ                                  | Kondō-Hiraoka                        |
| Stellvertretende Leiter des Kabinettssekretariats                                                               | Hiroyuki Nagahama                    | Sangiin                              | DPJ                                  | Noda                                 |
| Stellvertretende Leiter des Kabinettssekretariats                                                               | Makoto Taketoshi                     | —                                    | —                                    | —                                    |
| Leiter des Legislativbüros des Kabinetts                                                                        | Tsuneyuki Yamamoto                   | —                                    | —                                    | —                                    |
| Sonderberater des Premierministers                                                                              |                                      |                                      |                                      |                                      |
| Sonderberater für Politikführung unter dem Primat der Politik, Parlamentsangelegenheiten                        | Yoshio Tezuka                        | Shūgiin                              | DPJ                                  |                                      |
| Sonderberater für Verwaltungsreform, integrierte Reform von Sozialversicherungen und Steuern                    | Manabu Terata                        | Shūgiin                              | DPJ                                  |                                      |
| Sonderberater für Außenpolitik und nationale Sicherheit                                                         | Akihisa Nagashima                    | Shūgiin                              | DPJ                                  |                                      |
| Sonderberater für die Abstimmung zwischen Ministerien und Behörden in Bezug auf wichtige innenpolitische Fragen | Hiranao Honda                        | Shūgiin                              | DPJ                                  |                                      |
| Sonderberater für Politikführung unter dem Primat der Politik, Parlamentsangelegenheiten                        | Shun’ichi Mizuoka                    | Sangiin                              | DPJ                                  |                                      |
| Fukudaijin („Vizeminister“)                                                                                     |                                      |                                      |                                      |                                      |
| Kabinettsbüro                                                                                                   | Katsuyuki Ishida                     | Shūgiin                              | DPJ                                  |                                      |
| Kabinettsbüro                                                                                                   | Hitoshi Gotō                         | Shūgiin                              | DPJ                                  |                                      |
| Kabinettsbüro                                                                                                   | Ikkō Nakatsuka                       | Shūgiin                              | DPJ                                  |                                      |
| Kabinettsbüro                                                                                                   | Izumi Yoshida                        | Shūgiin                              | DPJ                                  |                                      |
| Kabinettsbüro                                                                                                   | Yoshinori Suematsu                   | Shūgiin                              | DPJ                                  | Kan                                  |
| Innere Angelegenheiten und Kommunikation                                                                        | Atsushi Ōshima                       | Shūgiin                              | DPJ                                  | Kano                                 |
| Innere Angelegenheiten und Kommunikation                                                                        | Kimiaki Matsuzaki                    | Shūgiin                              | DPJ                                  |                                      |
| Justiz | Hiroyuki Tani                        | Sangiin                              | DPJ                                  |                                      |
| Auswärtige Angelegenheiten                                                                                      | Tsuyoshi Yamaguchi                   | Shūgiin                              | DPJ                                  | Gemba                                |
| Auswärtige Angelegenheiten                                                                                      | Ryūji Yamane                         | Sangiin                              | DPJ                                  |                                      |
| Finanzen | Fumihiko Igarashi                    | Shūgiin                              | DPJ                                  |                                      |
| Finanzen | Yukihisa Fujita                      | Sangiin                              | DPJ                                  |                                      |
| Bildung, Kultur, Sport, Wissenschaft und Technologie                                                            | Tenzō Okumura                        | Shūgiin                              | DPJ                                  |                                      |
| Bildung, Kultur, Sport, Wissenschaft und Technologie                                                            | Miho Takai                           | Shūgiin                              | DPJ                                  | Maehara                              |
| Arbeit, Gesundheit und Soziales                                                                                 | Chinami Nishimura                    | Shūgiin                              | DPJ                                  | Kan                                  |
| Arbeit, Gesundheit und Soziales                                                                                 | Yasuhiro Tsuji                       | Sangiin                              | DPJ                                  |                                      |
| Landwirtschaft, Forsten und Fischerei                                                                           | Takahiro Sasaki                      | Shūgiin                              | DPJ                                  |                                      |
| Landwirtschaft, Forsten und Fischerei                                                                           | Tsukasa Iwamoto                      | Sangiin                              | DPJ                                  |                                      |
| Wirtschaft, Handel und Industrie                                                                                | Seishū Makino                        | Shūgiin                              | DPJ                                  |                                      |
| Wirtschaft, Handel und Industrie                                                                                | Mitsuyoshi Yanagisawa                | Sangiin                              | DPJ                                  | Kawabata                             |
| Land, Infrastruktur und Verkehr                                                                                 | Ken Okuda                            | Shūgiin                              | DPJ                                  |                                      |
| Land, Infrastruktur und Verkehr                                                                                 | Osamu Yoshida                        | Shūgiin                              | DPJ                                  |                                      |
| Umwelt | Katsuhiko Yokomitsu                  | Shūgiin                              | DPJ                                  |                                      |
| Verteidigung | Shū Watanabe                         | Shūgiin                              | DPJ                                  |                                      |
| Wiederaufbau | Ikkō Nakatsuka                       | Shūgiin                              | DPJ                                  |                                      |
| Wiederaufbau | Izumi Yoshida                        | Shūgiin                              | DPJ                                  |                                      |
| Wiederaufbau | Yoshinori Suematsu                   | Shūgiin                              | DPJ                                  | Kan                                  |
| Daijinseimukan („Parlamentarische Staatssekretäre“)                                                             |                                      |                                      |                                      |                                      |
| Kabinettsbüro                                                                                                   | Hiroshi Ōgushi                       | Shūgiin                              | DPJ                                  |                                      |
| Kabinettsbüro                                                                                                   | Kazuko Kōri                          | Shūgiin                              | DPJ                                  |                                      |
| Kabinettsbüro                                                                                                   | Yasuhiro Sonoda                      | Shūgiin                              | DPJ                                  |                                      |
| Innere Angelegenheiten und Kommunikation                                                                        | Akio Fukuda (bis 27. Juni 2012)      | Shūgiin                              | DPJ                                  |                                      |
| Innere Angelegenheiten und Kommunikation                                                                        | Tetsuo Inami (ab 6. Juli 2012)       | Shūgiin                              | DPJ                                  |                                      |
| Innere Angelegenheiten und Kommunikation                                                                        | Ken Kagaya                           | Sangiin                              | DPJ                                  | Kawabata                             |
| Innere Angelegenheiten und Kommunikation                                                                        | Takashi Morita                       | Sangiin                              | NVP                                  | —                                    |
| Justiz | Nobuo Matsuno                        | Sangiin                              | DPJ                                  |                                      |
| Auswärtige Angelegenheiten                                                                                      | Jō Nakano                            | Shūgiin                              | DPJ                                  |                                      |
| Auswärtige Angelegenheiten                                                                                      | Toshiyuki Katō                       | Sangiin                              | DPJ                                  |                                      |
| Auswärtige Angelegenheiten                                                                                      | Kazuyuki Hamada                      | Sangiin                              | NVP                                  | —                                    |
| Finanzen | Mitsuo Mitani                        | Shūgiin                              | DPJ                                  |                                      |
| Finanzen | Seizō Wakaizumi                      | Shūgiin                              | DPJ                                  |                                      |
| Bildung, Kultur, Sport, Wissenschaft und Technologie                                                            | Takashi Kii                          | Shūgiin                              | DPJ                                  |                                      |
| Bildung, Kultur, Sport, Wissenschaft und Technologie                                                            | Mieko Kamimoto                       | Sangiin                              | DPJ                                  | Yokomichi                            |
| Arbeit, Gesundheit und Soziales                                                                                 | Kazue Fujita                         | Shūgiin                              | DPJ                                  |                                      |
| Arbeit, Gesundheit und Soziales                                                                                 | Yatarō Tsuda                         | Sangiin                              | DPJ                                  |                                      |
| Landwirtschaft, Forsten und Fischerei                                                                           | Hiroko Nakano                        | Shūgiin                              | DPJ                                  |                                      |
| Landwirtschaft, Forsten und Fischerei                                                                           | Tetsuo Morimoto                      | Shūgiin                              | DPJ                                  |                                      |
| Wirtschaft, Handel und Industrie                                                                                | Keirō Kitagami                       | Shūgiin                              | DPJ                                  |                                      |
| Wirtschaft, Handel und Industrie                                                                                | Yasuhiro Nakane                      | Sangiin                              | DPJ                                  |                                      |
| Land, Infrastruktur und Verkehr                                                                                 | Shōgo Tsugawa                        | Shūgiin                              | DPJ                                  |                                      |
| Land, Infrastruktur und Verkehr                                                                                 | Kyōichi Tsushima                     | Shūgiin                              | DPJ                                  | Ozawa                                |
| Land, Infrastruktur und Verkehr                                                                                 | Kunihiko Muroi                       | Sangiin                              | DPJ                                  |                                      |
| Umwelt | Satoshi Takayama                     | Shūgiin                              | DPJ                                  |                                      |
| Verteidigung | Mitsu Shimojō                        | Shūgiin                              | DPJ                                  |                                      |
| Verteidigung | Hideo Jimpū                          | Shūgiin                              | DPJ                                  |                                      |
| Wiederaufbau | Kazuko Kōri                          | Shūgiin                              | DPJ                                  |                                      |
| Wiederaufbau | Hiroshi Ōgushi                       | Shūgiin                              | DPJ                                  |                                      |
| Wiederaufbau | Seizō Wakaizumi                      | Shūgiin                              | DPJ                                  |                                      |
| Wiederaufbau | Shōgo Tsugawa                        | Shūgiin                              | DPJ                                  |                                      |

## Rücktritt
- Der parlamentarische Staatssekretär für allgemeine Angelegenheiten Akio Fukuda trat im Juni 2012 zurück, nachdem er im Shūgiin gegen den Regierungsgesetzentwurf zur Mehrwertsteuererhöhung gestimmt hatte.[2][3]